# 해밀중학교
해밀중학교(해밀中學校)는 대한민국 세종특별자치시 해밀동에 있는 공립 중학교이다.

## 학교 연혁
- 2020년 9월 1일 : 해밀중학교 개교(6학급)
- 2020년 9월 1일 : 이재붕 교장 취임
- 2021년 1월 11일 : 제1회 졸업식(20명)
- 2021년 3월 1일 : 14학급 인가(1학년 6학급, 2학년 4학급, 3학년 3학급, 특수학급 1학급)
- 2021년 3월 2일 : 2021학년도 입학식(133명)

## 참고 자료
- 해밀중학교 - 한국교육학술정보원 학교알리미